# 杜恩阿克里斯 (印第安納州)
杜恩阿克里斯（英語：Dune Acres）是一個位於美國印第安納州波特縣的城鎮。

## 人口
根據2010年美國人口普查的數據，杜恩阿克里斯的面積為8.79平方千米，當中陸地面積為5.51平方千米，而水域面積為3.28平方千米。當地共有人口182人，而人口密度為每平方千米21人。